# 備前車塚古墳

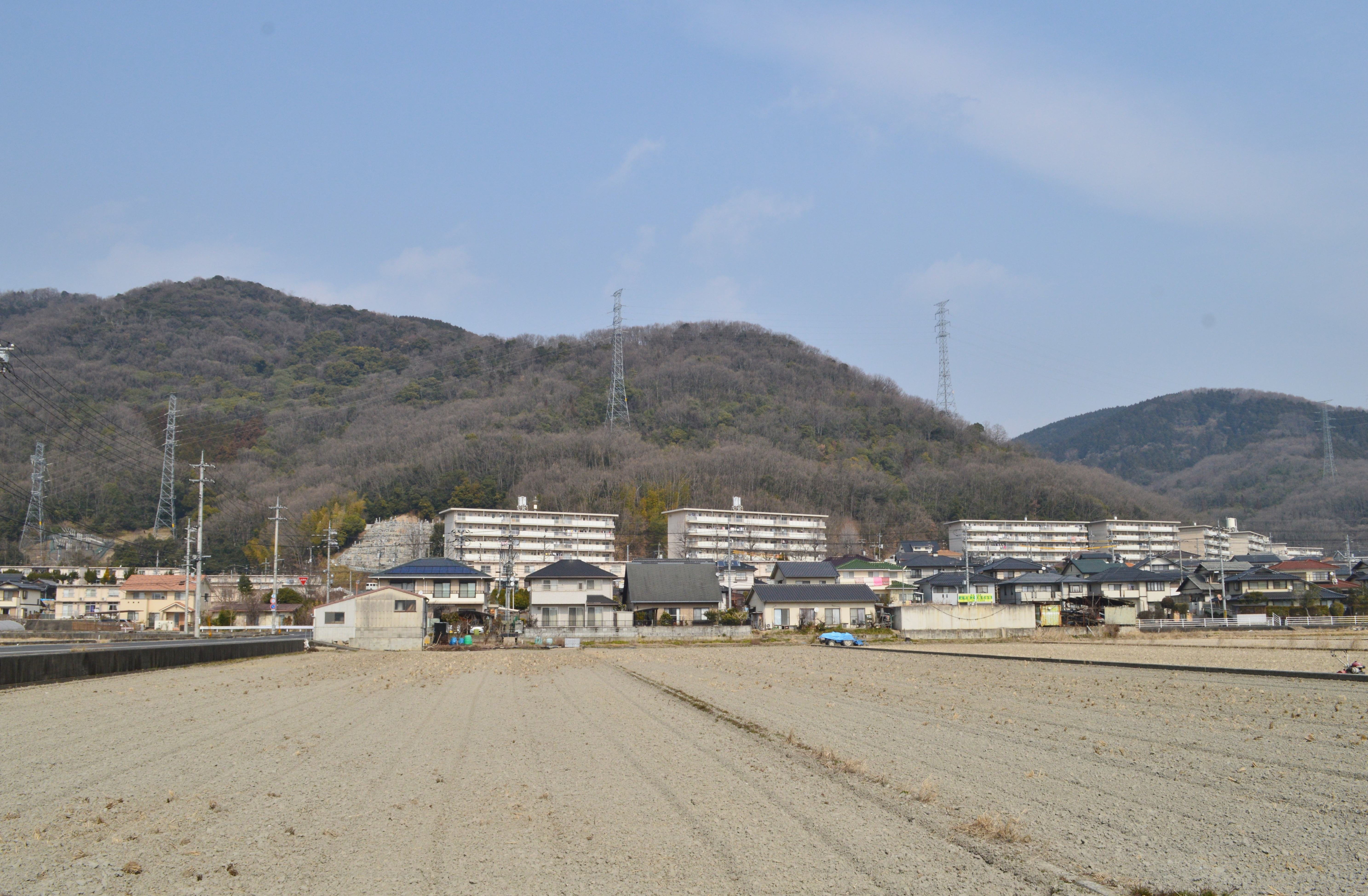
古墳の所在する丘陵中央丘の頂部に所在。左に続く尾根の先に龍ノ口山山頂が位置する。

備前車塚古墳（びぜんくるまづかこふん）または湯迫車塚古墳（ゆばくるまづかこふん）は、岡山県岡山市中区四御神（しのごぜ）・湯迫にある古墳。形状は前方後方墳。史跡指定はされていない。

## 概要
岡山県南部、岡山市街地中心部から東の龍ノ口山から伸びる尾根上に築造された古墳である。1956年（昭和31年）に石室が発見されて副葬品が出土し、1967・1968年（昭和42・43年）に発掘調査が実施されている。
墳形は前方部がバチ形に開く前方後方形で、前方部を西方向に向ける。墳丘は2段築成。墳丘外表で埴輪は認められていないが、角礫による列石状の葺石を明瞭に遺存する。埋葬施設は後方部中央における竪穴式石室で、地山岩盤を掘り割って構築される。石室主軸は墳丘主軸と直交し、長さ5.9メートル・幅1.2メートル・高さ約1.5メートルを測る。石室の上面は天井石8枚で覆われ、内部の粘土床に割竹形木棺を据える。石室内からは、副葬品として三角縁神獣鏡11面を始めとする多数の遺物が出土している。
築造時期は、古墳時代初期頃と推定される。豊富な副葬品からは当時の勢力が示唆されるとともに、三角縁神獣鏡の同笵鏡論の基準資料としても重要視される古墳である。被葬者は明らかでないが、『岡山市史』では『古事記』に見える吉備上道臣祖の大吉備津日子命に比定する説を挙げる。

## 遺跡歴
- 1956年（昭和31年）、石室の発見および副葬品出土。
- 1967・1968年（昭和42・43年）、発掘調査（岡山理科大学鎌木研究室（鎌木義昌ら）・岡山大学考古学研究室（近藤義郎ら））。

## 墳丘
墳丘の規模は次の通り。
- 墳丘長：48.3メートル
- 後方部 - 2段築成。
  - 長さ：23メートル
  - 高さ：3メートル
- 前方部 - バチ形に開く。2段築成。
  - 長さ：21.8メートル

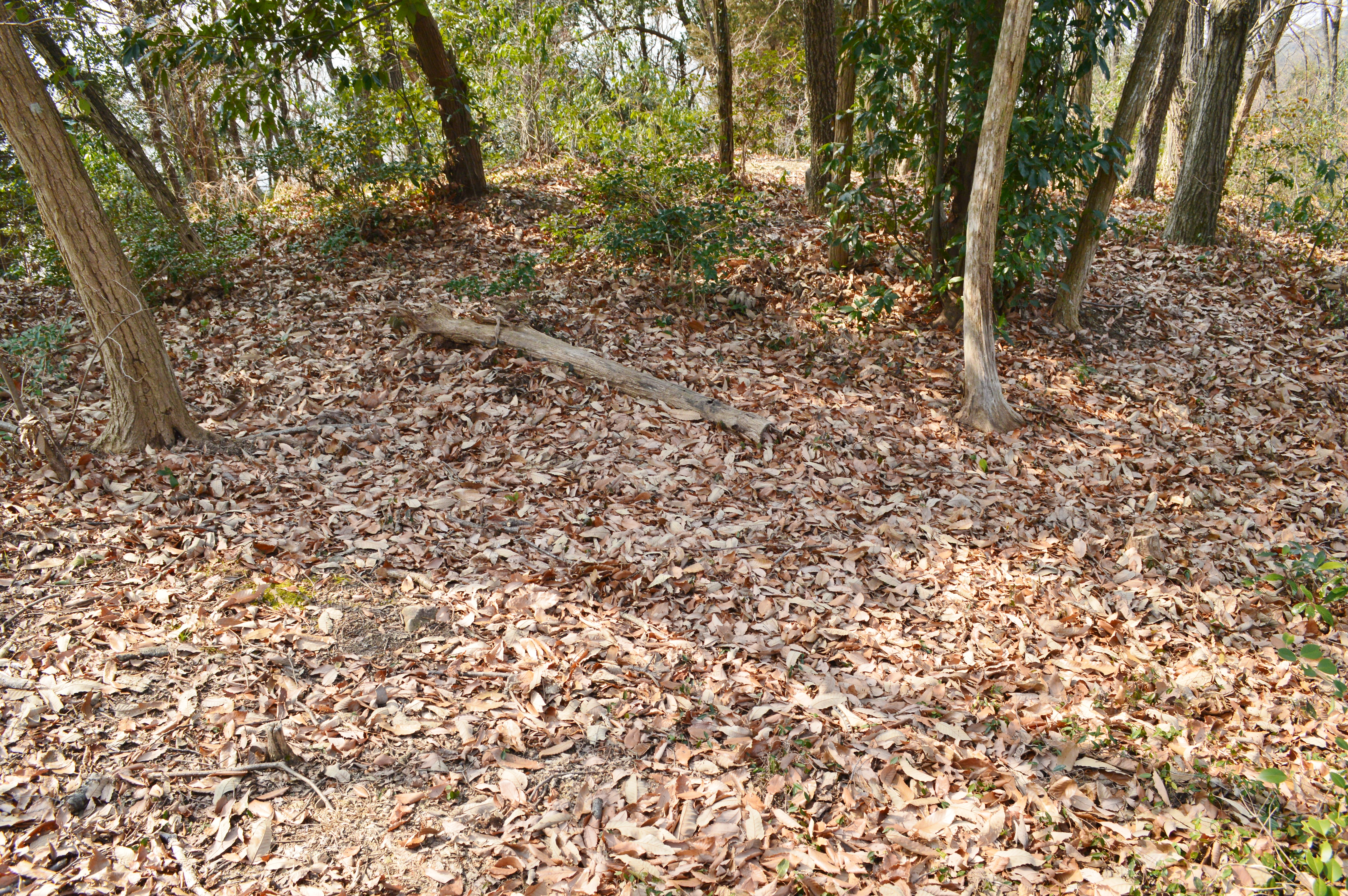
後方部墳頂
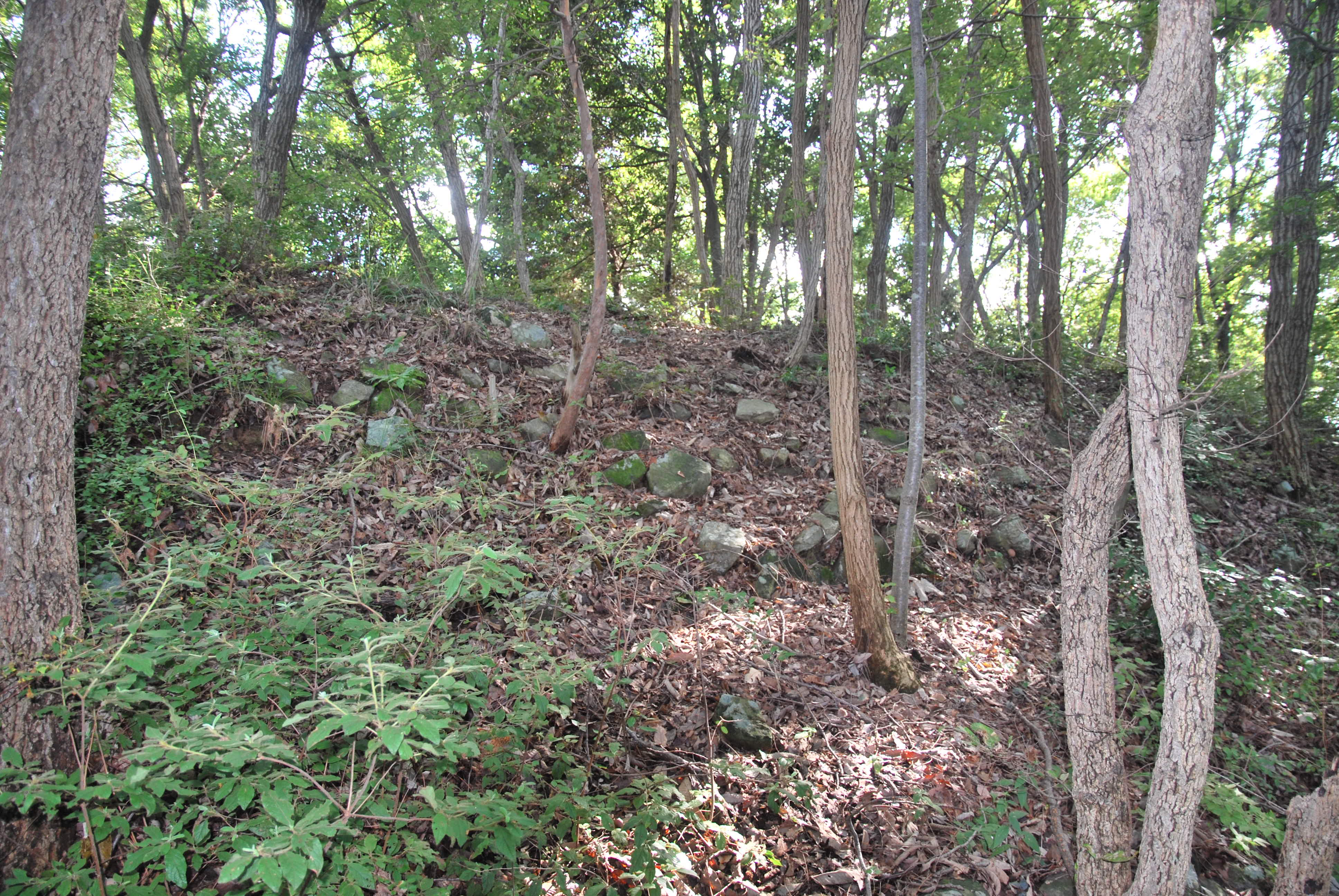
後方部葺石
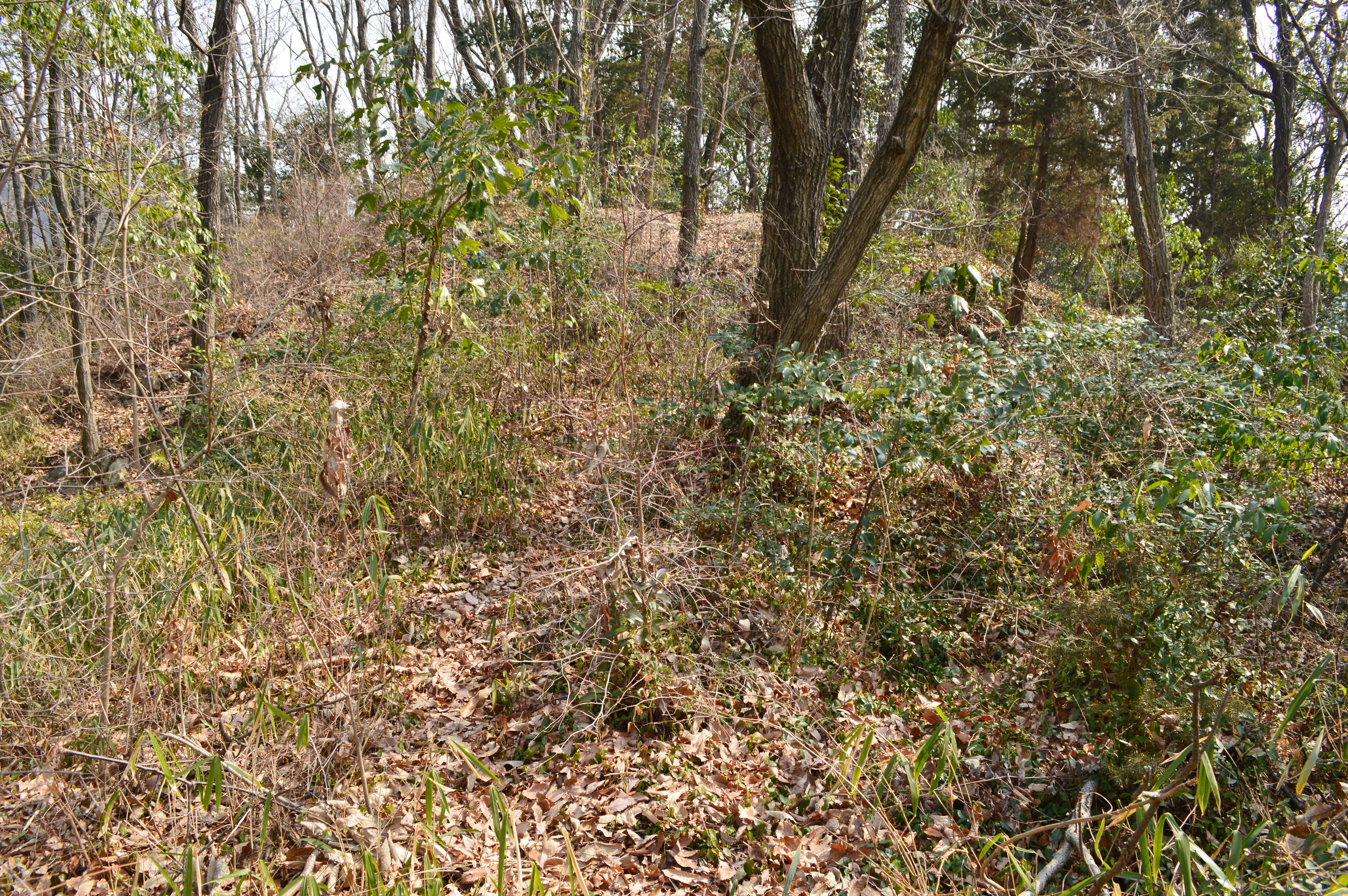
前方部から後方部を望む
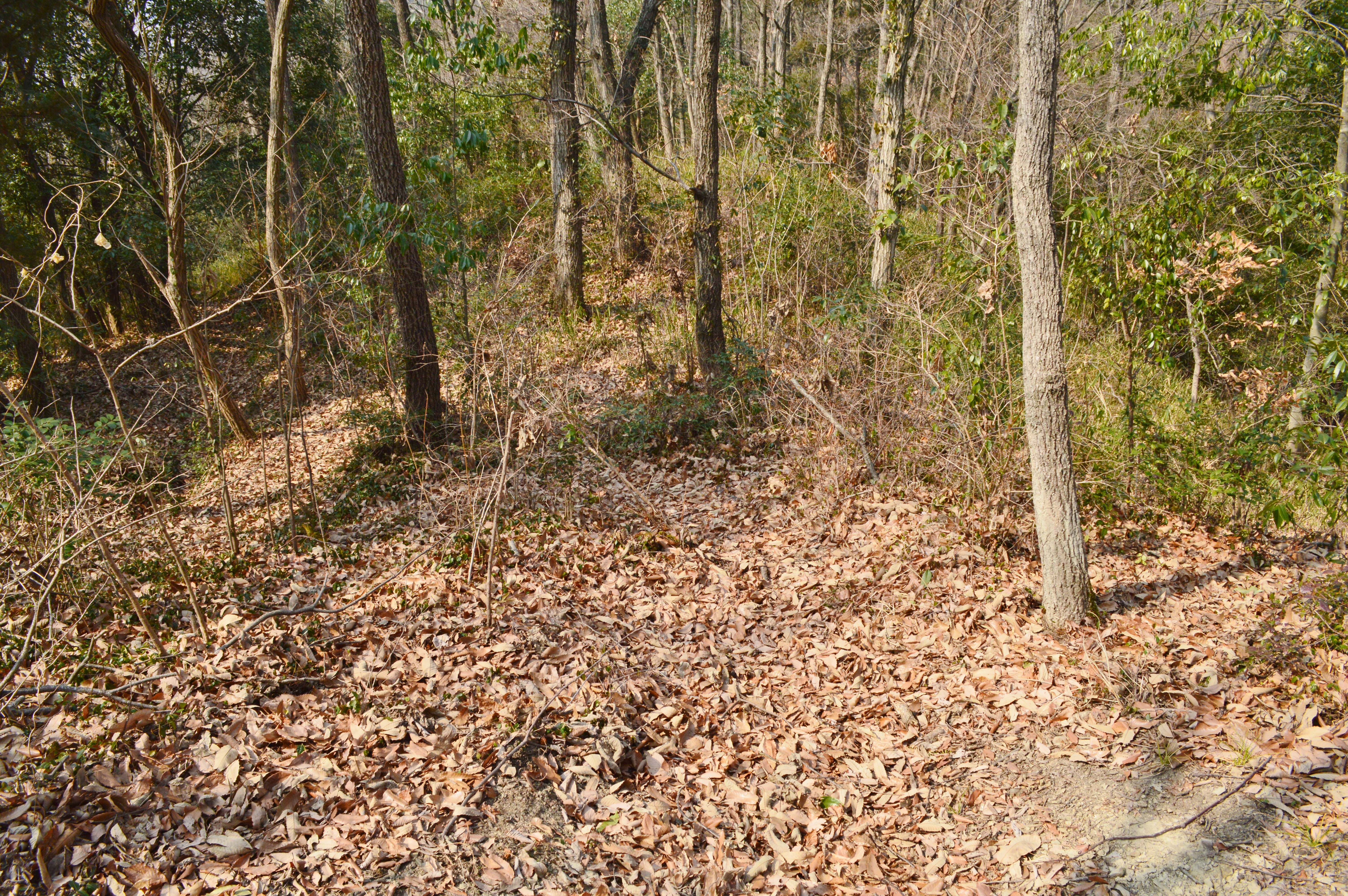
後方部から前方部を望む
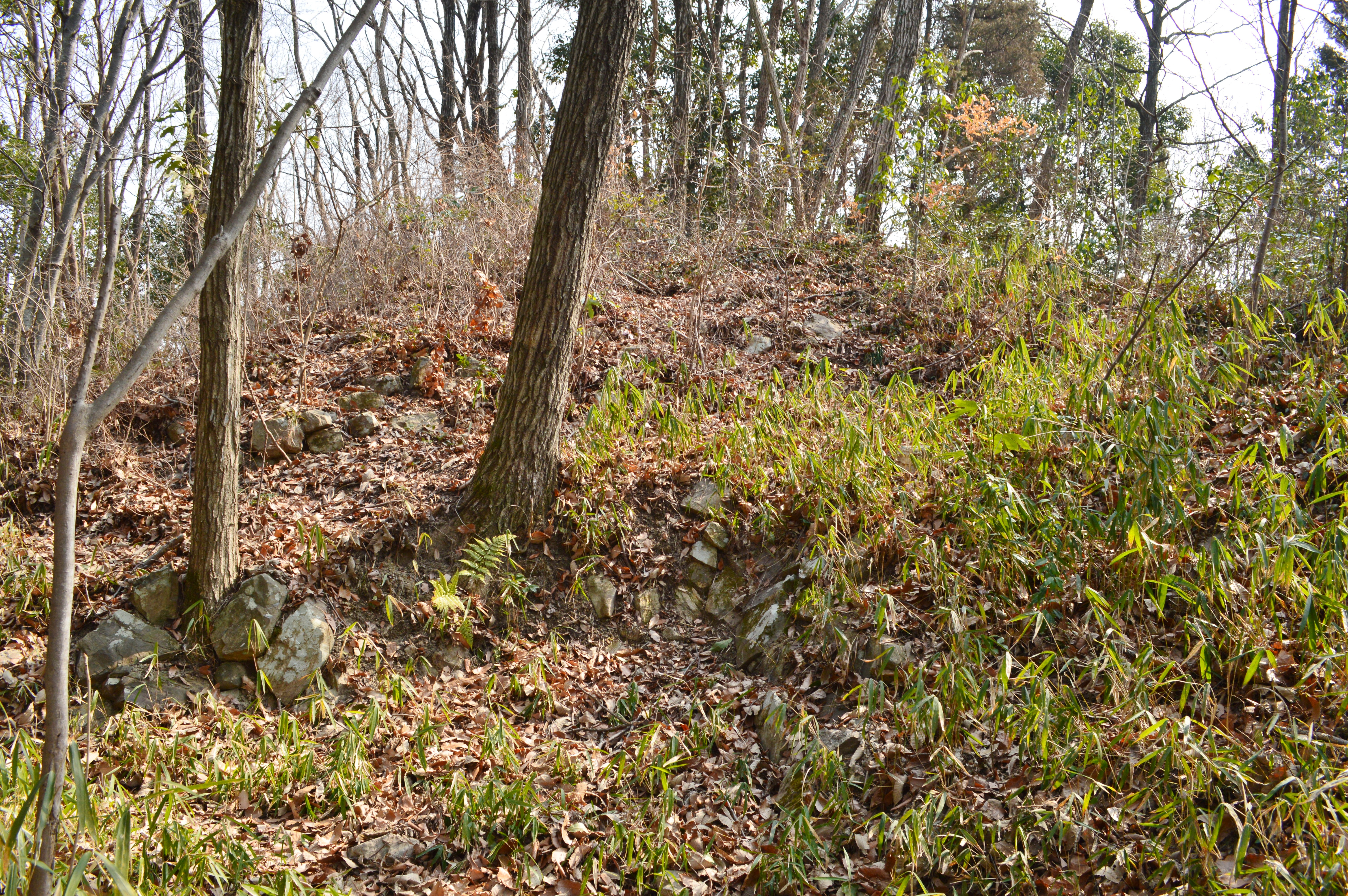
くびれ部 中央に後方部、右手前に前方部。画像下部から伸びる列石状葺石が後方部に直角に接続する。

## 出土品
1956年（昭和31年）の石室出土品は次の通り。
- 銅鏡 13 - いずれも舶載鏡（中国製鏡）。
  - 三角縁神獣鏡 11 - 11面のうち8種9面（2面は内部同笵）は、椿井大塚山古墳（京都府木津川市）出土鏡をはじめ九州地方から北関東地方の多くの古墳の出土鏡と同笵鏡の関係にある[1][2]。
  - 内行花文鏡 1
  - 画文帯神獣鏡 1
- 鉄製品
  - 鉄刀 1
  - 鉄剣 1
  - 鉄鉾（槍か） 1
  - 鉄鏃 7
  - 鉄斧 1
  - 短冊形鉄斧 1

また1967・1968年（昭和42・43年）の調査において、石室内から鉄鏃・鉄斧・鉄剣・鉄刀・鉄棒残片・鉇・靫などが、石室上面から土師器が出土している。現在では出土鏡は東京国立博物館で保管されている。

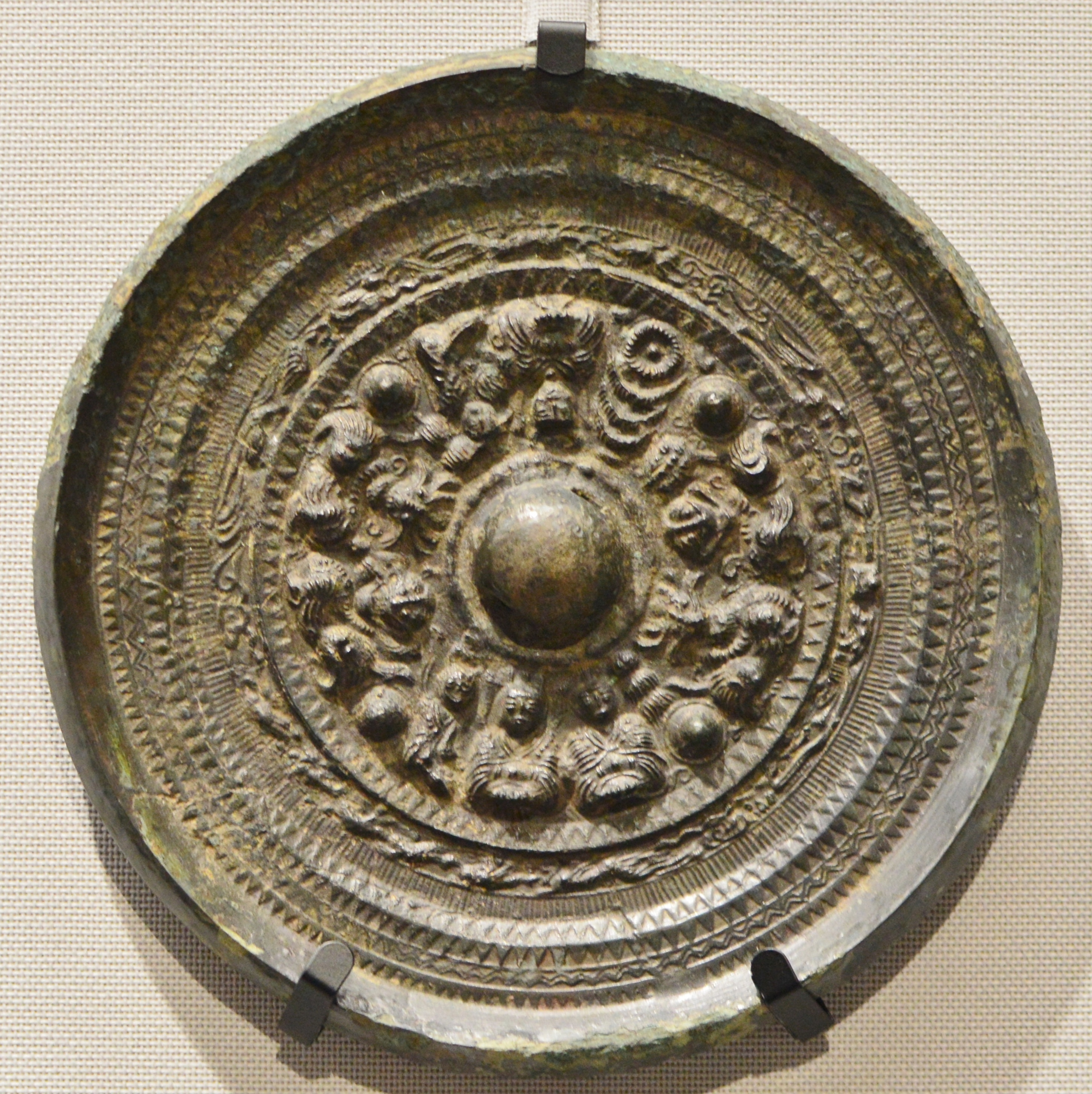
三角縁獣文帯五神四獣鏡（複製） 東京国立博物館展示。
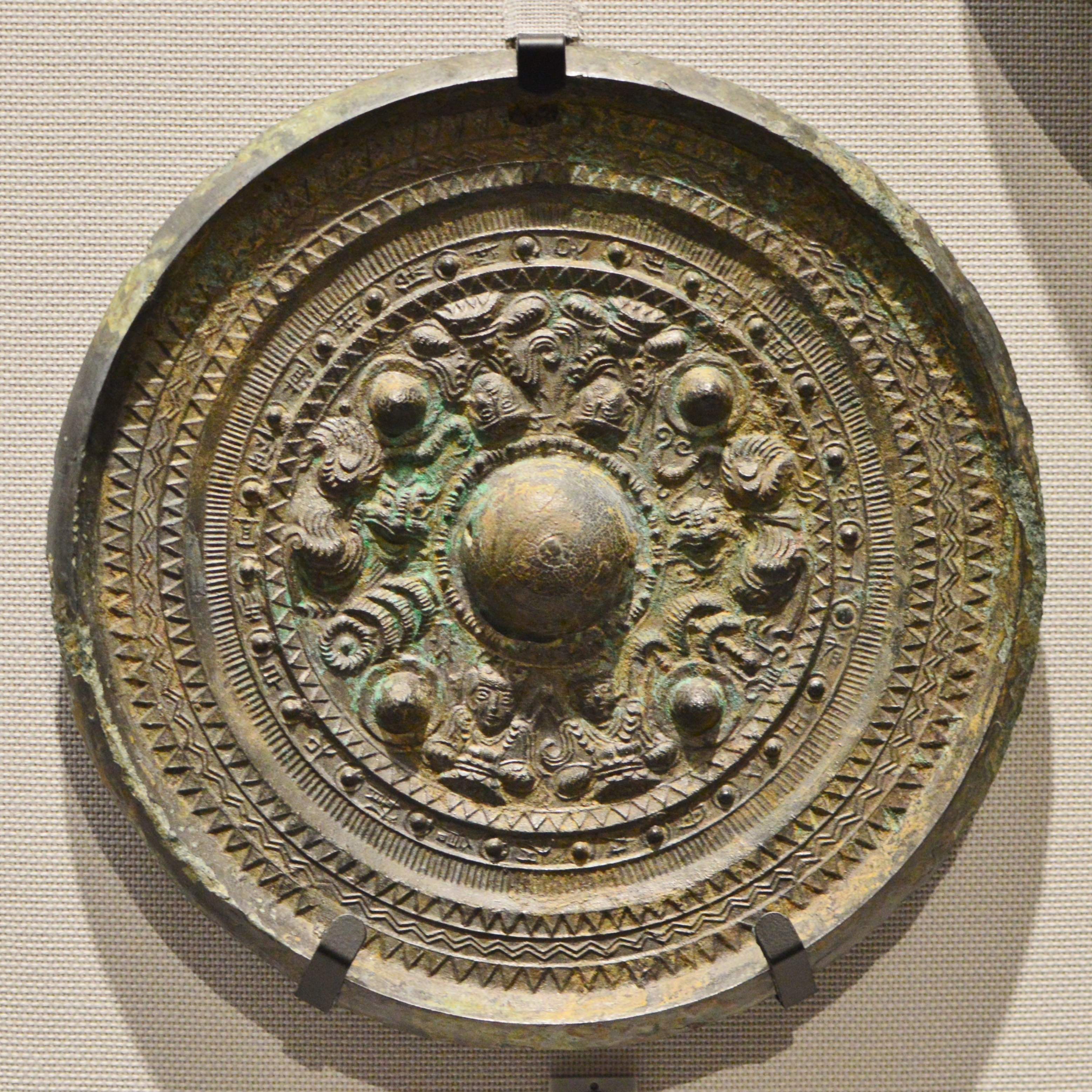
三角縁陳氏作四神二獣鏡（複製） 東京国立博物館展示。
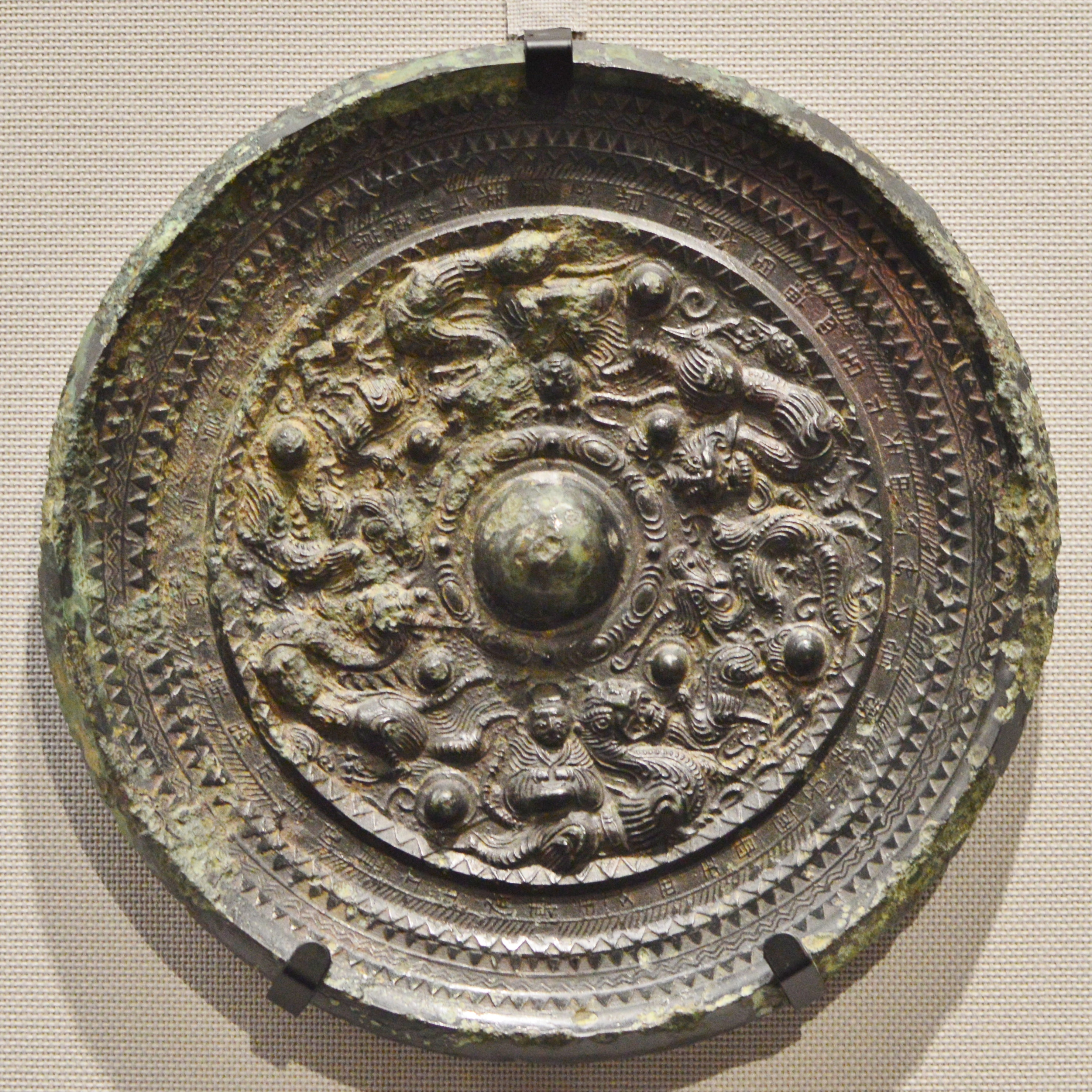
三角縁二神六獣鏡（複製） 東京国立博物館展示。

## 関連施設
- 東京国立博物館（東京都台東区） - 備前車塚古墳の出土鏡を保管。